# شقران الكاكو
بوشيني الكاكو (الاسم العلمي: Puccinia cacao) هو نوع من الفطريات يتبع جنس البوشيني من فصيلة البوشينية.